# Renofa Yamaguchi Football Club
Maillots
Actualités
Le Renofa Yamaguchi FC (レノファ山口ＦＣ) est un club japonais de football basé à Yamaguchi dans la préfecture du même nom. Le club évolue en J.League 2.

## Historique
Créé en 1949 sous le nom de Groupe d'enseignants de la préfecture de Yamaguchi. Le Renofa Yamaguchi FC a été fondé en 2006 avec le club comme mère, dans le but d'entrer dans la J.League. C'est à partir de 2015 que le club intègre la J League et dès leur première saison ils finissent champions de J.League 3.
Une combinaison de l'acronyme Reno pour "rénovation" et du fa pour "combat" et "bien". Comme les ancêtres de la préfecture de Yamaguchi qui ont laissé un nom dans l'histoire, elle a été nommée avec l'espoir que le monde du football japonais graverait également son nom. L'emblème basé sur la couleur orange de l'équipe est basé sur le motif de la pagode à cinq étages du temple Ruriko-ji, qui peut être considéré comme un point de repère de Yamaguchi. De plus, les armoiries du clan Choshu, qui était la force motrice de la « restauration », ont été disposées en un motif de ballon de football.

## Palmarès
| Compétitions nationales                          | Compétitions internationales |
| - Championnat du Japon D3 (1) - Champion : 2015. | - Néant                      |

## Joueurs et personnalités du club

### Entraîneurs
Le tableau suivant présente la liste des entraîneurs du club depuis 2006.
| Rang | Nom              | Période   |
| ---- | ---------------- | --------- |
| 1    | Takashi Miyanari | 2006-2010 |
| 2    | Takashi Kawamura | 2012-2013 |
| 3    | Genki Nakayama   | 2013-2014 |

| Rang | Nom             | Période   |
| ---- | --------------- | --------- |
| 4    | Nobuhiro Ueno   | 2014-2017 |
| 5    | Shinji Sarusawa | 2017      |

| Rang | Nom              | Période   |
| ---- | ---------------- | --------- |
| 6    | Carlos Mayor     | 2017      |
| 7    | Masahiro Shinoda | 2018-2021 |

| Rang | Nom               | Période     |
| ---- | ----------------- | ----------- |
| 8    | Susumu Watanabe   | 2021        |
| 9    | Yoshihiro Natsuka | depuis 2021 |

## Bilan saison par saison
Ce tableau présente les résultats par saison du Renofa Yamaguchi FC dans les diverses compétitions nationales et internationales depuis la saison 2015.
| Saison | Championnat | Championnat | Championnat | Championnat | Championnat | Championnat | Championnat | Championnat | Championnat | Championnat | Coupe du Japon   | Coupe de la Ligue |
| Saison | Division    | Pos         | Pts         | J           | V           | N           | D           | BP          | BC          | Diff.       | Coupe du Japon   | Coupe de la Ligue |
| ------ | ----------- | ----------- | ----------- | ----------- | ----------- | ----------- | ----------- | ----------- | ----------- | ----------- | ---------------- | ----------------- |
| 2015   | J3 League   | 1er         | 78          | 36          | 25          | 3           | 8           | 96          | 36          | +60         | 1er tour         | -                 |
| 2016   | J2 League   | 12e         | 53          | 42          | 14          | 11          | 17          | 55          | 63          | -8          | 3e tour          | -                 |
| 2017   | J2 League   | 20e         | 38          | 42          | 11          | 5           | 26          | 48          | 69          | -21         | 2e tour          | -                 |
| 2018   | J2 League   | 8e          | 61          | 42          | 16          | 13          | 13          | 63          | 64          | -1          | 3e tour          | -                 |
| 2019   | J2 League   | 15e         | 47          | 42          | 13          | 8           | 21          | 54          | 70          | -16         | 3e tour          | -                 |
| 2020   | J2 League   | 22e         | 33          | 42          | 9           | 6           | 27          | 43          | 74          | -31         | -                | -                 |
| 2021   | J2 League   | 15e         | 43          | 42          | 10          | 13          | 19          | 37          | 51          | -14         | 1er tour         | -                 |
| 2022   | J2 League   | 16e         | 50          | 42          | 13          | 11          | 18          | 51          | 54          | -3          | 3e tour          | -                 |
| 2023   | J2 League   | 20e         | 44          | 42          | 10          | 14          | 18          | 37          | 67          | -30         | 2e tour          | -                 |
| 2024   | J2 League   | 11e         | 53          | 38          | 15          | 8           | 15          | 43          | 44          | -1          | Quarts de finale | 1er tour          |
| Saison | Division    | Pos         | Pts         | J           | V           | N           | D           | BP          | BC          | Diff.       | Coupe du Japon   | Coupe de la Ligue |
| Saison | Championnat |             |             |             |             |             |             |             |             |             | Coupe du Japon   | Coupe de la Ligue |